# The Call of the Cumberlands
The Call of the Cumberlands è un film muto del 1916 diretto da Frank Lloyd. La sceneggiatura di Julia Crawford Ivers si basa su The Call of the Cumberlands, romanzo dello scrittore statunitense Charles Neville Buck pubblicato a New York nel 1913 e sul suo lavoro teatrale, The Battle Cry (1 novembre 1914).

## Trama

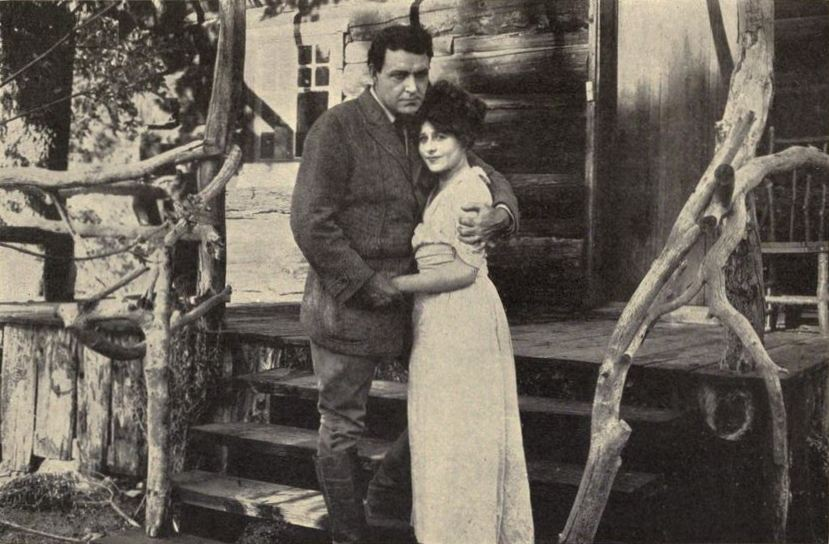
Dustin Farnum e Winifred Kingston

Samson South lascia le sue montagne per recarsi a New York, dove vuole dedicarsi alla pittura. Lì, conosce e frequenta Adrienne Lescott e, sotto la sua influenza, diventa un artista di successo e un uomo di mondo raffinato. Quando però gli giunge la notizia che in paese è scoppiata una faida tra il suo clan, quello dei South, e quello degli Hollman, Samson decide di tornare a casa. La sua venuta contribuirà a riportare la pace tra le due famiglie. La sua ex fidanzata, Sally Spicer, è felice di rivederlo ma, al tempo stesso, teme che il loro rapporto sia ormai senza futuro, convinta di aver perso l'amore di Samson a favore di Adrienne. Sarà lo stesso Samson a tranquillizzarla, assicurandola che l'amore per lei è rimasto intatto e promettendole di non lasciare mai più né lei né le loro montagne.

## Produzione
Il film fu prodotto dalla Pallas Pictures.

## Distribuzione
Il copyright del film, richiesto da J. C. Ivers, fu registrato il 4 gennaio 1916 con il numero LP7388.
Distribuito dalla Paramount Pictures (come Famous Players-Lasky Corporation), il film uscì nelle sale cinematografiche statunitensi il 23 gennaio 1916.
Copia della pellicola viene conservata negli archivi della Library of Congress.